# NGC 4921
NGC 4921 é uma galáxia espiral barrada (SBab) localizada na direcção da constelação de Coma Berenices a 320 milhões de anos-luz de distância da Terra. Possui uma declinação de +27° 53' 08" e uma ascensão recta de 13 horas, 01 minutos e 26,3 segundos.
Descoberta em 11 de Abril de 1785 por William Herschel, ela é informalmente conhecida como "anêmica" por ter poucas estrelas em processo de formação e baixo brilho superficial.